# Bendita dinamita
Bendita dinamita es el nombre del tercer CD del grupo Desorden lanzado en 2011 y grabado en los estudios Tutú de Avilés en enero de 2011.

## Canciones
| N.º | Título                | Duración |  |
| 1.  | «Difícil»             |          |  |
| 2.  | «Solo»                |          |  |
| 3.  | «Loco»                |          |  |
| 4.  | «Fiera»               |          |  |
| 5.  | «Mis entrañas»        |          |  |
| 6.  | «Pido ayuda»          |          |  |
| 7.  | «El tonto del cuento» |          |  |
| 8.  | «Perdido»             |          |  |
| 9.  | «Toype»               |          |  |
| 10. | «Superpop»            |          |  |
| 11. | «Ganas de ti»         |          |  |

- Datos: Q5725548